# FRIDAY DRIVE WITH ELLIE
『TOYOTA FRIDAY DRIVE WITH ELLIE』（トヨタ・フライデー・ドライブ・ウィズ・エリー）は、東京都のFM放送局であるJ-WAVEが制作し、2012年4月6日から2014年9月26日までJFL全5局共通ネットにて放送されたラジオ番組である。タイトルにもある通り、TOYOTAの一社提供である。

## 概要
同じ時間帯に放送されていた「Netz STYLE STUDIO」、「TOYOTA ROAD TO TOMORROW」の枠を引き継いだ番組であり、クリエイターの大宮エリーが自身と親交の深いゲストを迎えて各々の所縁のある場所へドライブし、移動中の車内にてトークをしていた。
開始当初はゲスト自身が車を運転しながら大宮と2人だけのトークを展開していたが、後年は番組専属のドライバーが運転を担当して大宮とゲストは後席でトークを展開していた。なお、本番組の企画にて大宮は自動車の運転免許を取得しているものの、最終回まで大宮が運転を担当することはなかった。
この番組では他の4局同様、J-WAVE制作のものをネットしており、2013年3月までFM802のみ放送時間は「STYLE STUDIO」、「ROAD TO TOMORROW」の時と同じく2時間先行して放送されていた。
2014年9月26日をもって終了した。後継番組は『DRIVE IN JAPAN』。

## 特別企画
2014年1月の放送では、TBSラジオ・JRN系列で放送されている『おぎやはぎのクルマびいき』と局の垣根を超えたコラボレーションが実現した。これは大宮と芸人コンビ・おぎやはぎの2人との親交があったためであると同時に、双方の番組がトヨタ自動車提供であったこともきっかけの一つであった。おぎやはぎの2人は本番組に一週、大宮は相手番組に2週連続出演している。

## 放送時間
金曜 16:00 - 16:30

### 過去の放送時間
- 金曜 14:00 - 14:30、FM802(2012年10月 - 2013年3月)

## ナビゲーター
大宮エリー